# Iglesia de San Patricio (Jersey City)
La iglesia de San Patricio (en inglés St. Patrick's Parish and Building) es una iglesia histórica en las avenidas Grand Street, Ocean y Bramhall en Jersey City, condado de Hudson, Nueva Jersey (Estados Unidos). Fue construida en 1868 y agregado al Registro Nacional de Lugares Históricos en 1980. Las vidrieras de la iglesia fueron destruidas en la explosión de Black Tom de 1916.

## En la cultura popular
La iglesia aparece en el drama criminal de HBO Los Soprano cuatro veces, representando una iglesia en Newark en el piloto, Another Toothpick de la tercera temporada, Watching Too Much Television de la cuarta temporada y The Ride de la sexta temporada.